# Tekics
Tekics  (horvátul: Tekić, 1981-ig Tekići) falu Horvátországban, Pozsega-Szlavónia megyében. Közigazgatásilag Jakšićhoz tartozik.

## Fekvése
Pozsegától légvonalban 8, közúton 11 km-re északkeletre, községközpontjától 4 km-re északra, Szlavónia középső részén, a Pozsegai-medencében, a Čoluk-patak mentén fekszik. 

## Története
A település északi határában található „Gradina” nevű lelőhely régészeti leleteinek tanúsága szerint itt már a római korban település volt. A régészeti feltárások 1972-ben kezdődtek a területen. Ezek során késő római temetőre bukkantak. A sírokból kerámia és üvegtárgyak, ékszerek mellett Valens, Constans és Constantinus császárok pénzei kerültek elő. A temetőtől északkeletre, római villa alapfalaira találtak. A 4. századból származó késő római sírok leletanyagának elemzése után a szakemberek arra a következtetésre jutottak, hogy az itt eltemetettek részben az ókori forrásokban „Incerum” néven említett település romanizált őslakosságához, részben pedig a 4. században érkezett vegyes, alánokból, keleti gótokból és hunokból álló lakossághoz tartoztak. A római település közelségét megerősítették a 2006-ban folytatott feltárások, melyek során vízvezetékkel, központi fűtéssel ellátott, mozaikokkal és freskókkal díszített, fürdővel rendelkező luxusvilla maradványait tárták fel.
Tekics település már a középkorban is létezett. 1422-ben „Villa Thekath”, 1427-ben „Thekyg”, 1481-ben „Thekych” alakban Óvár tartozékaként szerepel a korabeli forrásokban.  1334-ben már plébániája volt, plébánosát 1501-ben is említik. 1440-ben és 1456-ban mezővárosként találjuk az okiratokban. A névnai Treutel, a  lévai Cseh, a Beriszlói, majd a Kórógyi család birtoka volt. A környék településeivel együtt 1537-ben foglalta el a török. A török korban a katolikus horvátok mellé Boszniából pravoszláv szerbek érkeztek. 1687-ben szabadult fel a török uralom alól. 1698-ban „Tekich” néven 6 portával szerepel a török uralom alól felszabadított szlavóniai települések összeírásában.  1702-ben és 1760-ban is 15 ház állt a településen.  A velikei uradalomhoz tartozott.
Az első katonai felmérés térképén „Dorf Tekics”néven látható. Lipszky János 1808-ban Budán kiadott repertóriumában „Tekich” néven szerepel.  Nagy Lajos 1829-ben kiadott művében „Tekich” néven 11 házzal, 44 katolikus és 55 ortodox vallású lakossal találjuk.  A 19. század közepétől a megmaradt horvátok és szerbek mellé csehek, németek és szlovákok települtek be.
1857-ben 86, 1910-ben 232 lakosa volt. 1910-ben a népszámlálás adatai szerint lakosságának 47%-a horvát, 21%-a cseh, 12%-a német, 9-9%-a szlovák és szerb anyanyelvű volt. Pozsega vármegye Pozsegai járásának része volt. Az első világháború után 1918-ban az új szerb-horvát-szlovén állam, majd később (1929-ben) Jugoszlávia része lett. 1991-ben lakosságának 88%-a horvát, 6%-a szerb nemzetiségű volt. A településnek 2011-ben 231 lakosa volt. 

## Lakossága
| Lakosság változása | Lakosság változása | Lakosság változása | Lakosság változása | Lakosság változása | Lakosság változása | Lakosság változása | Lakosság változása | Lakosság változása | Lakosság változása | Lakosság változása | Lakosság változása | Lakosság változása | Lakosság változása | Lakosság változása | Lakosság változása |
| ------------------ | ------------------ | ------------------ | ------------------ | ------------------ | ------------------ | ------------------ | ------------------ | ------------------ | ------------------ | ------------------ | ------------------ | ------------------ | ------------------ | ------------------ | ------------------ |
| 1857               | 1869               | 1880               | 1890               | 1900               | 1910               | 1921               | 1931               | 1948               | 1953               | 1961               | 1971               | 1981               | 1991               | 2001               | 2011               |
| 86                 | 71                 | 93                 | 115                | 180                | 232                | 272                | 234                | 253                | 255                | 249                | 277                | 234                | 262                | 253                | 231                |

## Nevezetességei
- Jézus Szíve kápolnáját 1909-ben építették, 1982-ben átépítették és bővítették.

- A Gradina nevű régészeti lelőhely Tekicstől 1 km-re északra, Treštanovci falutól kb. 2 km-re keletre, egy mezőgazdasági területen található. A cserépmaradványok és a pénzleletek ókori településről tanúskodnak. Az ősi település és temetőjének maradványait az 1970-es évek óta folyamatosan tárják fel. A rengeteg lelet között az 1. és 4. század közötti, kiváló állapotú, üvegből és kerámiából készült edények, fémtárgyak és római érmék, egy római híd maradványai, valamint egy fogadalmi tábla került elő, amely a Mithrász-kultuszt ábrázolja. 2. és 3. századi germán eredetű sírkövek egy római katonai tábor létét erősítik ezen a helyen. 2006-ban a temetőtől keletre római fürdők maradványait fedezték fel.[11]

## Oktatás
A településen a jakšići elemi iskola alsó tagozatos területi iskolája működik.